# Bandera de les Masies de Roda
La bandera oficial de les Masies de Roda té la següent descripció:
Bandera apaïsada, de proporcions dos d'alt per tres de llarg, de color verd fosc, amb un pal central blanc de gruix 5/33 de la llargària del drap, i dos altres pals grocs del mateix gruix posats, respectivament, a 6/33 de la vora de l'asta i de la del vol.
Va ser aprovada el 30 d'agost de 2001 i publicada en el DOGC el 25 de setembre del mateix any amb el número 3479.